# Сражение при Лунтане
Сражение при Лунтане (кит. 龙潭战斗) — крупнейшее сражение во время Северного похода Национально-революционной армии, проходившее в августе 1927 года в городе Лунтань к востоку от Нанкина (ныне район Нанкина). Гоминьдановская Национально-революционная армия разбила войска Чжилийской клики генерала Сунь Чуаньфана.

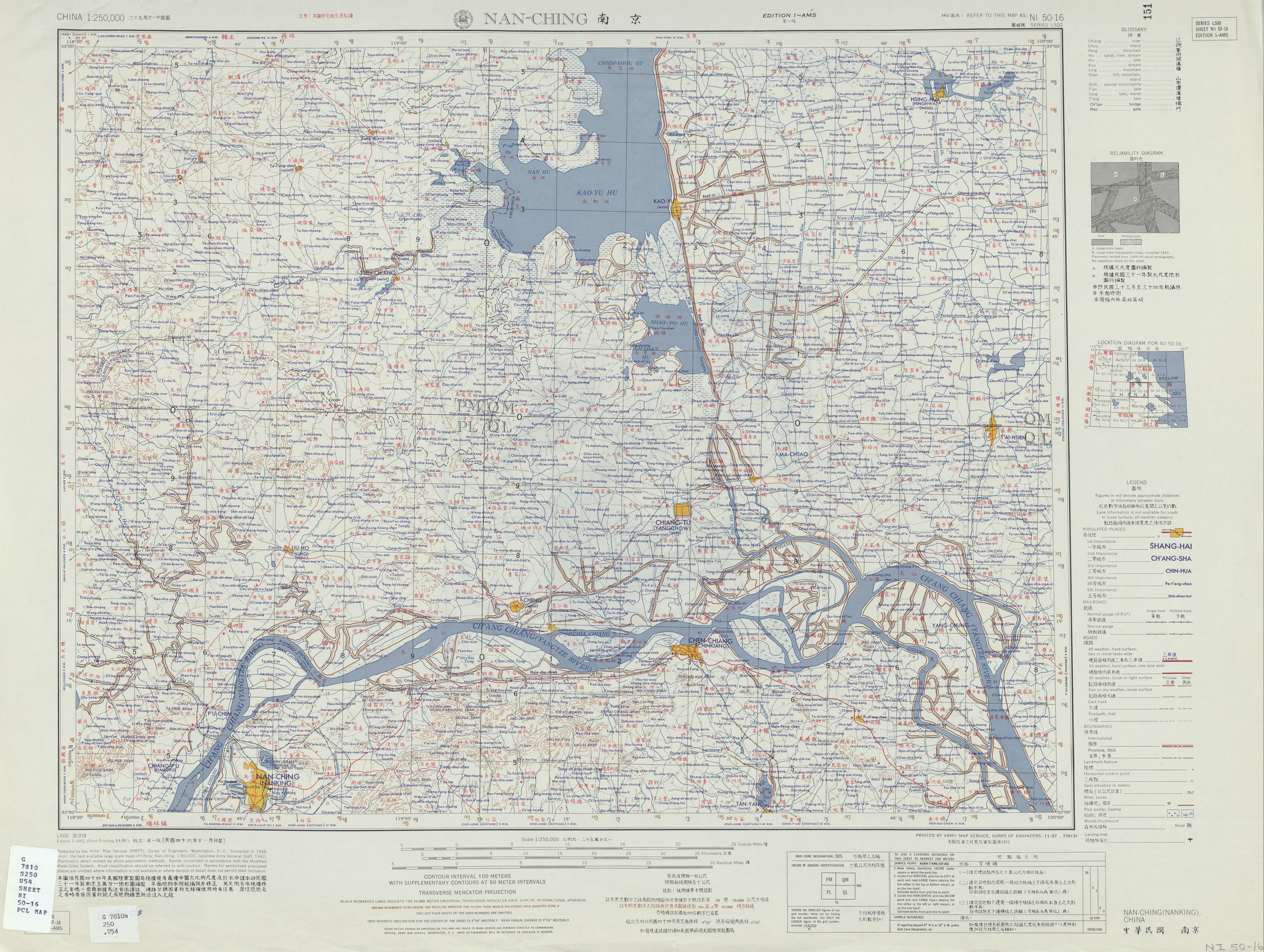
Театр военных действий

## Наступление войск Сунь Чуаньфана

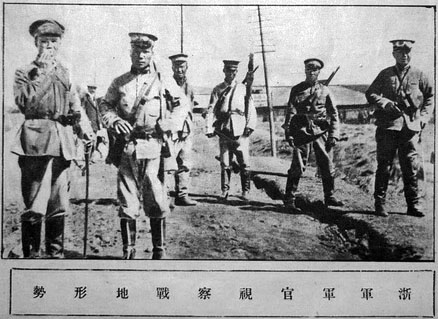
Офицеры армии Сунь Чуаньфана

После победы над НРА 6 августа в битве при Сюйчжоу Сунь Чуаньфан воспользовался возможностью, чтобы направить свою армию на юг вдоль железной дороги и Великого канала. Он переправился через реку Хуайхэ и захватил Чусянь и Баоин.
В августе 1927 года положение гоминьдановцев было нестабильным из-за политического спора между Ван Цзинвэем и Чан Кайши. В это время Чан Кайши был не у власти, и армии Северного похода не имели единого командования. В конечном итоге ими стал командовать Военный комитет, возглавляемый Ли Цзунжэнем, Бай Чунси и Хэ Инцинем.
16 августа войска Сунь Чуанфана уверенно продвигались вперед, поэтому 17-го числа Военный комитет отвел все передовые войска на южный берег реки Янцзы.
Сунь Чуанфан сосредоточил на северном берегу около 60 000 человек. Для переправы через Янцзы его армия смогла реквизировать только соляные баржи и несколько небольших пароходов. Хотя соляные баржи были крепкие, они могли перевозить одновременно только ограниченное количество людей.

## Переправа через Янцзы и бои за плацдарм
Под покровом тумана в полночь 25 августа армия Сунь Чуаньфана внезапно основными силами переправилась через Янцзы у Пукоу, Дахэкоу и Янчжоу. После того как войска переправились через реку, все суда были отправлены на северный берег, чтобы продемонстрировать решимость армии продвигаться вперед и не отступать.
На южном берегу напротив высадки противника оборонялась вдоль извилистого берега реки на позициях со сложным рельефом от горы Улун (Улуншань), горы Цися (Цисяшань) до Лунтаня и Сяшу слабая гоминьдановская 22-я дивизия 1-го корпуса. Левее примыкали позиции 7-го корпуса, предназначенного оборонять Нанкин.
После того как высадились основные силы армии Сунь Чуаньфана, они быстро заняли городок Лунтань и одноимённую станцию ж/д на линии Нанкин-Чжэньцзян-Шанхай, а также гору Цинлун и гору Хуанлун южнее городка.
Основные бои разгорелись 26 августа на западном фланге высадившихся войск за гору Улун и гору Цися. Бои шли день и ночь, четыре из семи фортов на Улуншане были захвачены армией Сунь Чуаньфана, и ранним утром 27-го также была захвачена гора Цися, до того трижды переходившая из рук в руки. Во время боёв за Цися несколько британских военных кораблей, стоявших на якоре на реке Янцзы, обстреляли из десятидюймовых пушек солдат 7-го корпуса, штурмовавших вершину. В это же время попытки гоминьдановцев силами двух полков отбить Лунтань и станцию не имели успеха.
28 августа Сунь Чуаньфан переправился через реку и лично принял командование, разместив свой штаб на цементном заводе на востоке Лунтаня. К этому времени 2-я и 14-я дивизии Национально-революционной армии были практически разгромлены.
Осознав грозящую опасность, гоминьдановцы разослала послания всем всем фракциям, призывая к единству перед лицом наступающих войск Суня. В свою очередь, военный комитет отовсюду стал перебрасывать войска, чтобы попытаться сосредоточенными силами сбросить переправившегося противника в реку. Армия Суня, к этому времени достигшая численности около 50 000 человек, занимала позиции, опиралась на гору Хуанлун к западу от Лунтаня, гору Цинлун и гору Хутоу на юге, а также гору Даши и гору Лэйтай на востоке, превратив их в неприступные крепости.

## Контрнаступление НРА
На рассвете 30 августа был отдан общий приказ по войскам НРА о наступлении на Лунтань, и гоминьдановцы контратаковали с трёх направлений. Две дивизии 7-го и 19-го корпусов под командованием Ся Вэя и Тао Цзюня атаковали в восточном направлении от горы Цися, продвигаясь вдоль железной дороги и реки, с целью — Лунтань и позиции противника на горе Цинлун и горе Хуанлун. Потрёпанные в предыдущих боях 2-я, 22-я и 14-я дивизии 1-го корпуса под личным командованием Хэ Инциня двинулись от городка Дунъян также к Лунтаню. 1-я, 3-я и 21-я дивизии 1-го корпуса под командованием Бай Чунси атаковали с востока на запад.
Бои за Цинлун и Хуанлун были самыми ожесточёнными. В 15:00 дня они были захвачены. Затем были захвачены сам Лунтань и станция. Артиллерийский огонь уничтожил почти весь цементный завод. Войска Суня были вытеснены на узкую полосу земли у реки Янцзы к северу от железной дороги.
Утром 31-го числа Сунь Чуаньфан использовал последнюю партию десантных войск для отчаянной контратаки, перешедшей в рукопашные бои, и отбил Лунтань, но в конце концов снова отступил из-за отсутствия дополнительных войск. Отступление вышло из-под контроля и в конечном итоге привело к бегству его солдат.

## Результаты
Отсутствие переправочных средств не позволило им переправиться на северный берег, и большая часть оставшихся солдат (по разным источникам от 20 000 до 30 000) была окружена и разоружена. Сам Сунь Чуаньфан в последний момент переоделся солдатом и сбежал на моторной лодке. На поле боя остались лежать убитыми и ранеными более 6000 человек, не менее 5000 человек утонули. Были взяты в плен почти все генералы армии Сунь Чуаньфана.
Национально-революционная армия потеряла более 8000 человек.
Всего за 6 дней «Союзные войска пяти провинций» Сунь Чуаньфана, имевшие 11 дивизий и почти 60 000 человек, были полностью уничтожены.